# Helmut Wandmaker
Helmut Wandmaker, nemški raziskovalec človekove naravne hrane, * 9. november 1916, Schalkholz (Nemčija), † 19. julij 2007, Kiel (Nemčija).

Helmut Wandmaker je bil v mladosti častnik nacistične armade. Po zlomu nemških sil se je vrnil iz ruskega ujetništva domov in preboleval posledice hude rane. Začel je raziskovati, kaj je zdravo za človeka in prišel do spoznanja, da ima vsaka žival na tem planetu svojo hrano, ki je programirana samo zanjo ter jo prepozna po izgledu, vonju in okusu. Začel je prebirati stare spise in knjige (Ehret) in sledila so desetletja požrtvovalnega dela. Uveljavil se je kot pionir higienizma - prehranjevanja s človekovo naravno hrano. Zadnjih dvajset let svojega življenja je preživel na Floridi in kljub visoki starosti nenehno potoval po vsem svetu, predaval in sodeloval v raziskavah.

Helmut Wandmaker je avtor knjige: Hočeš biti zdrav? Proč s kuhinjskim loncem!